# Институционная система
Институцио́нная систе́ма — принципы построения гражданского кодекса, разработанные французскими юристами при составлении Кодекса Наполеона (1804), берущие свое начало от системы изложения (учебника) «Институции» римского юриста Гая. Институционная система предполагает разделение кодекса на три части (книги) — первая посвящена лицам, вторая описывает виды имущества, третья оговаривает способы приобретения собственности. Общая часть при этом отсутствует, вместо неё, как правило, используется краткий Вводный титул об опубликовании, действии и применении законов. Поэтому нормы, носящие общий характер, располагаются в каждой книге. По сути в институционной системе были заложены начала романской ветви гражданского (частного) права. Впоследствии она с отдельными изменениями была воспринята Бельгией, Испанией, Португалией, другими европейскими и латиноамериканскими странами. Данная система уступает по юридической технике германской пандектной системе.
В настоящее время ряд стран и регионов романской правовой группы (Италия, Квебек, Нидерланды, Румыния) используют модифицированную институционную систематику при кодификации своего гражданского законодательства, где обязательственное и наследственное право обособлены от вещных (имущественных) прав. При этом в один свод гражданских законов также инкорпорируются те положения, которые раньше были предметом регулирования торговых кодексов и отдельных нормативных актов.